# Photophorus
Photophorus is een geslacht van kevers uit de familie  
kniptorren (Elateridae).
Het geslacht is voor het eerst wetenschappelijk beschreven in 1863 door Candèze.

## Soorten
Het geslacht omvat de volgende soorten:
- Photophorus bakewellii Candèze, 1863
- Photophorus jansonii Candèze, 1863